# Kvinder i Fysik
Kvinder i Fysik (KIF), en sektion under Dansk Fysisk Selskab, er et netværk for kvindelige fysikere i Danmark. Netværket blev grundlagt i 1992.